# Luge aux Jeux olympiques de 1980
Navigation
Innsbruck 1976 Sarajevo 1984
Les épreuves de luge aux Jeux olympiques d'hiver de 1980 ont lieu sur la piste de Lake Placid du 13 au 19 février 1980.

## Podiums
| Épreuves                          | Or                              | Argent                                 | Bronze                                 |
| --------------------------------- | ------------------------------- | -------------------------------------- | -------------------------------------- |
| Simple hommes résultats détaillés | Bernhard Glass (GDR)            | Paul Hildgartner (ITA)                 | Anton Winkler (FRG)                    |
| Simple femmes résultats détaillés | Vera Zozuļa (URS)               | Melitta Sollmann (GDR)                 | Ingrīda Amantova (URS)                 |
| Double résultats détaillés        | Hans Rinn et Norbert Hahn (GDR) | Peter Gschnitzer et Karl Brunner (ITA) | Georg Fluckinger et Karl Schrott (AUT) |

## Tableau des médailles
| Rang | Nation               | Or | Argent | Bronze | Total |
| ---- | -------------------- | -- | ------ | ------ | ----- |
| 1    | Allemagne de l'Est   | 2  | 1      | 0      | 3     |
| 2    | Union soviétique     | 1  | 0      | 1      | 2     |
| 3    | Italie               | 0  | 2      | 0      | 2     |
| 4    | Autriche             | 0  | 0      | 1      | 1     |
| 4    | Allemagne de l'Ouest | 0  | 0      | 1      | 1     |
|      | Total                | 3  | 3      | 3      | 9     |

## Résultats

### Simple hommes
Le simple hommes a lieu du 13 au 16 février.
| Rang                                | Athlètes            | Pays                 | Temps    |
| ----------------------------------- | ------------------- | -------------------- | -------- |
| Médaille d'or, Jeux olympiques      | Bernhard Glass      | Allemagne de l'Est   | 2:54.796 |
| Médaille d'argent, Jeux olympiques  | Paul Hildgartner    | Italie               | 2:55.372 |
| Médaille de bronze, Jeux olympiques | Anton Winkler       | Allemagne de l'Ouest | 2:56.545 |
| 4                                   | Dettlef Günther     | Allemagne de l'Est   | 2:57.163 |
| 5                                   | Gerhard Sandbichler | Autriche             | 2:57.451 |
| 6                                   | Franz Wilhelmer     | Autriche             | 2:57.483 |
| 7                                   | Gerd Böhmer         | Allemagne de l'Ouest | 2:57.769 |
| 8                                   | Anton Wembacher     | Allemagne de l'Ouest | 2:58.012 |

### Simple femmes
Le simple femmes a lieu du 13 au 16 février.
| Rang                                | Athlète              | Pays                 | Temps    |
| ----------------------------------- | -------------------- | -------------------- | -------- |
| Médaille d'or, Jeux olympiques      | Vera Zozuļa          | Union soviétique     | 2:36.537 |
| Médaille d'argent, Jeux olympiques  | Melitta Sollmann     | Allemagne de l'Est   | 2:37.657 |
| Médaille de bronze, Jeux olympiques | Ingrida Amantova     | Union soviétique     | 2:37.817 |
| 4                                   | Elisabeth Demleitner | Allemagne de l'Ouest | 2:37.918 |
| 5                                   | Ilona Brand          | Allemagne de l'Est   | 2:38.115 |
| 6                                   | Margit Schumann      | Allemagne de l'Est   | 2:38.255 |
| 7                                   | Angelika Schafferer  | Autriche             | 2:38.935 |
| 8                                   | Astra Ribena         | Union soviétique     | 2:39.011 |

### Double
Le double a lieu le 19 février.
| Rang                                | Athlètes                        | Pays                 | Temps    |
| ----------------------------------- | ------------------------------- | -------------------- | -------- |
| Médaille d'or, Jeux olympiques      | Hans Rinn Norbert Hahn          | Allemagne de l'Est   | 1:19.331 |
| Médaille d'argent, Jeux olympiques  | Peter Gschnitzer Karl Brunner   | Italie               | 1:19.606 |
| Médaille de bronze, Jeux olympiques | Georg Fluckinger Karl Schrott   | Autriche             | 1:19.795 |
| 4                                   | Bernd Hahn Ulrich Hahn          | Allemagne de l'Est   | 1:19.914 |
| 5                                   | Hansjörg Raffl Alfred Silginer  | Italie               | 1:19.976 |
| 6                                   | Anton Winkler Anton Wembacher   | Allemagne de l'Ouest | 1:20.012 |
| 7                                   | Hans Brandner Balthasar Schwarm | Allemagne de l'Ouest | 1:20.063 |
| 8                                   | Jindřich Zeman Vladimír Resl    | Tchécoslovaquie      | 1:20.142 |